# 秋山かほ
秋山 かほ（あきやま かほ、1997年7月16日 - ）は、日本のグラビアアイドル。愛知県出身。

## 経歴・人物
趣味はカラオケで、特技はDJ。
2019年2月、初のDVD作品「ミルキー・グラマー」でグラビアデビュー。
腹筋を割ることをとりあえずの目標としている。
2019年10月30日よりサンスポアイドルリポーター（SIR）9期候補生として活動していたが、同年12月11日をもって活動を終了。

## 出演

### テレビ
- 笑福亭鶴光のオールナイトニッポン＠Jcom（2019年3月23日、Jcom）
- 開店!SIRのパチスキ!（東京メトロポリタンテレビジョン、SIR9期候補生として）

### 雑誌
- EX MAX 5月号　企画ページ『純白ビキニーズ』（2019年3月、ぶんか社）
- 週刊ポスト　企画ページ『B100超グラドル座談会』（2019年7月、小学館)
- 週刊プレイボーイ増刊号　撮り下ろし掲載（2019年8月、集英社）

## 作品

### DVD
- ミルキー・グラマー（2019年2月22日、竹書房)
- KAHOlic（2019年6月28日、エスデジタル)
- 100％超☆巨乳（2019年11月20日、ラインコミュニケーションズ)

### 動画配信
- 『I-ONE NEXT 秋山かほ』（2019年11月29日、I-ONE NEXT）